# Kauličtina
Kauličtina je jazyk z Camosanské větve z pobřežní rodiny Sališských jazyků. Je velice podobný dalšímu jazyku Camosanské větve, jazyku Dolních Čehalisů, ale obsahuje pár odlišností.

## Kaulicové
Kaulicové se skládají ze dvou různých kmenů: Dolních Kauliců a Horních Kauliců. Kauličtinou ale mluví pouze Dolní Kaulicové, Horní Kaulicové totiž používají Sahaptinštinu.